# Bộ Công an (Trung Quốc)
Bộ Công an Trung Quốc (tiếng Trung: 公安部; bính âm: Gōng'ānbù) là một bộ của chính phủ Trung Quốc phụ trách an ninh công cộng và chính trị. Bộ Công an quản lý hơn 1,9 triệu cảnh sát thi hành pháp luật của Trung Quốc và phần lớn Cảnh sát Nhân dân Trung Quốc. Bên cạnh hoạt động cảnh sát, Bộ Công an cũng phụ trách hoạt động phản gián và duy trì an ninh chính trị của Đảng Cộng sản Trung Quốc.
Tiền thân của Bộ Công an hiện tại là Bộ Công an Chính phủ nhân dân trung ương, được thành lập vào năm 1949 sau Nội chiến Trung Quốc trên cơ sở kế thừa Bộ Xã hội Trung ương. Bộ Công an được tổ chức dựa trên mô hình của Liên Xô và Khối phía Đông và phụ trách bảo vệ an ninh quốc gia về mọi mặt, bao gồm công tác cảnh sát thường trực, tình báo, phản gián và trấn áp bất đồng chính kiến. Từ năm 1983, hầu hết trách nhiệm phản gián của Bộ Công an được Bộ An ninh quốc gia tiếp quản.
Bộ Công an quản lý hệ thống cục công an tại các tỉnh, thành phố, thị trấn và thị xã của Trung Quốc, ngoại trừ ở Hồng Kông và Ma Cao. Bộ trưởng Bộ Công an là người đứng đầu Bộ Công an. Vương Tiểu Hồng là bộ trưởng Bộ Công an đương nhiệm kể từ tháng 6 năm 2022.

## Lịch sử
Bộ Công an là một trong những cơ quan nhà nước đầu tiên được thành lập sau Nội chiến Trung Quốc. Bộ Công an thay thế Bộ Công an thuộc Quân ủy Trung ương Đảng Cộng sản Trung Quốc, một cơ quan chuyển tiếp được thành lập vào tháng 7 năm 1949 trên cơ sở tiếp quản nhiệm vụ an ninh của Bộ Xã hội Trung ương. Bộ Công an đi vào hoạt động vào ngày 1 tháng 11 năm 1949. Đội ngũ cán bộ ban đầu của Bộ Công an chưa đến 500 người, đều được điều động từ Cục miền Bắc Trung ương cũ của Đảng Cộng sản Trung Quốc. Sự thành lập của Bộ Công an báo hiệu sự giải thể chính thức của Bộ Xã hội Trung ương. Đầu năm 1950, Bộ Công an chuyển trụ sở đến địa điểm hiện tại ở Bắc Kinh, nguyên là một khu công sứ quán nước ngoài.
Bộ Công an Chính phủ nhân dân trung ương được thành lập vào năm 1954, Đại tướng La Thụy Khanh là bộ trưởng Bộ Công an đầu tiên. Bộ Công an được tổ chức dựa trên mô hình của Liên Xô và Khối phía Đông và phụ trách bảo vệ an ninh quốc gia về mọi mặt, bao gồm công tác cảnh sát thường trực, tình báo, phản gián và trấn áp bất đồng chính kiến. Bộ Tổng tham mưu tiếp tục phụ trách tình báo quân sự, trong khi Bộ Liên lạc Đối ngoại phụ trách vận động cách mạng trên toàn thế giới bằng cách tài trợ vũ khí, tiền bạc và nguồn lực cho các phong trào ủng hộ Đảng Cộng sản Trung Quốc.
Văn phòng Quảng Châu của Bộ Công an từng quản lý điệp viên ở nước ngoài, ví dụ như Kim Vô Đãi.
Sau khi Bộ An ninh quốc gia được thành lập vào tháng 7 năm 1983, Bộ Công an mất đi phần lớn nhân sự, chức năng phản gián. Một số học giả cho rằng việc thành lập Bộ An ninh quốc gia có thể gây ngộ nhận rằng Bộ Công an chỉ đơn giản là một cơ quan thực thi pháp luật, tách biệt với ngành tình báo, nhưng trên thực tế Bộ Công an đã thành lập các đơn vị mới phụ trách hoạt động bí mật xuyên biên giới; đặc vụ Bộ An ninh quốc gia vẫn thường lấy vỏ bọc Bộ Công an.
Sau Sự kiện Thiên An Môn, Bộ Công an nỗ lực hoạt động nhằm vô hiệu hóa Chiến dịch chim sẻ vàng.
Ở nước ngoài, Bộ Công an phụ trách triển khai Chiến dịch săn cáo và Chiến dịch lưới trời. Theo sự chỉ đạo của Thứ trưởng Bộ Công an Tôn Lực Quân, Bộ Công an đưa các phóng viên của tờ báo The Wall Street Journal ở Hồng Kông vào diện "giám sát hoạt động toàn diện" vì đưa tin về vụ bê bối 1Malaysia Development Berhad.
Năm 2017, Bộ Công an ký "thỏa thuận hợp tác chiến lược" với Europol. Từ năm 2019, Bộ Công an bắt đầu đổi tên các đơn vị "an ninh nội địa" thành "an ninh chính trị". Năm 2020, Viện Khoa học Pháp y Bộ Công an bị Bộ Thương mại Hoa Kỳ liệt vào Danh sách thực thể vì các vấn đề nhân quyền liên quan đến nạn diệt chủng người Duy Ngô Nhĩ nhưng được xóa khỏi danh sách vào năm 2023 theo một thỏa thuận giữa Hoa Kỳ và Trung Quốc tại Hội nghị APEC Hoa Kỳ 2023 nhằm kiểm soát buôn bán fentanyl.
Bộ Công an tham gia vào hoạt động ngoại giao an ninh giữa Trung Quốc và nước ngoài.(tr) Ví dụ: từ năm 1997 đến năm 2020, Bộ Công an tổ chức 11 cuộc họp ngoại giao cảnh sát song phương giữa Trung Quốc và các nước châu Phi.(tr220) Dưới thời Tập Cận Bình, Bộ Công an tăng cường công tác đào tạo cảnh sát của nước ngoài.(tr241)
Năm 2022, Bộ Công an bị một số quốc gia cáo buộc, điều tra về việc thành lập các trạm cảnh vụ hải ngoại. Năm 2023, Bộ Tư pháp Hoa Kỳ công bố bản cáo trạng truy tố 34 nhân viên Bộ Công an dùng tài khoản mạng xã hội giả để quấy rối những người bất đồng chính kiến ở nước ngoài và cáo buộc Bộ Công an tiến hành các hoạt động tình báo và an ninh quốc gia bí mật ở nước ngoài, bao gồm "các chiến dịch đàn áp xuyên quốc gia bất hợp pháp". Theo một số nhà nghiên cứu do CNN phỏng vấn, Bộ Công an chủ mưu chiến dịch Spamouflage nhằm gây chia rẽ trong xã hội Hoa Kỳ trước thềm cuộc bầu cử Hoa Kỳ năm 2024 bằng cách dùng các tài khoản mạng xã hội giả để lan truyền thông tin thất thiệt.

## Chức năng
Bộ Công an là cơ quan cảnh sát chính của Trung Quốc và quản lý phần lớn Cảnh sát Nhân dân Trung Quốc. Bộ Công an thực hiện chức năng điều tra tội phạm, quản lý trại giam, chống khủng bố, phòng, chống ma túy, bảo đảm an ninh vận tải, an toàn giao thông, phòng, chống buôn lậu và duy trì an ninh công cộng.(tr40) Ngoài ra, Bộ Công an phụ trách công tác phản gián, bảo vệ an ninh chính trị của Đảng Cộng sản Trung Quốc, ngăn chặn tấn công mạng và vận hành Dự án khiên vàng.(tr143)

## Tổ chức

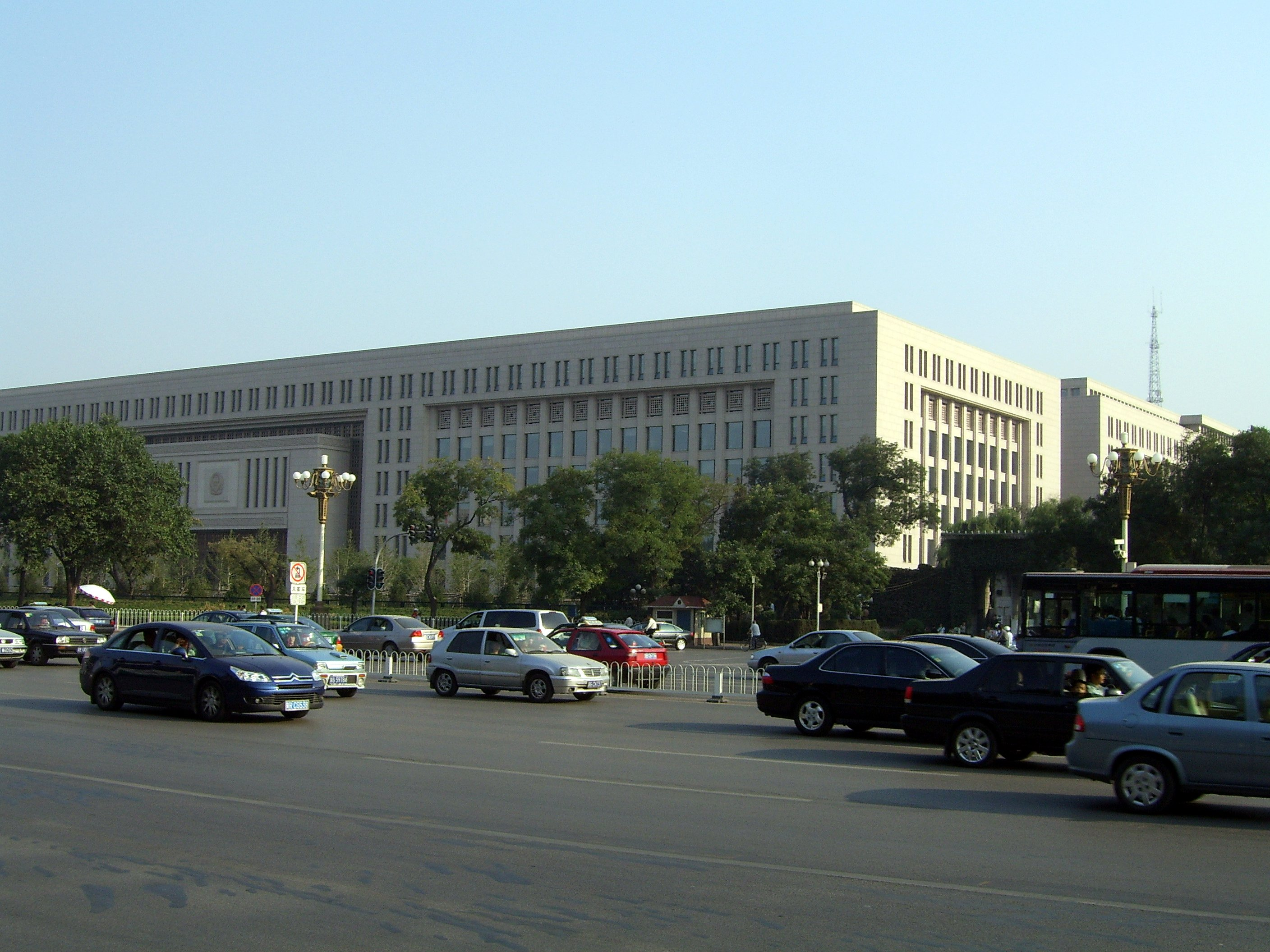
Trụ sở Bộ Công an tại Bắc Kinh

Bộ trưởng Bộ Công an là người đứng đầu Bộ Công an. Vương Tiểu Hồng là bộ trưởng Bộ Công an đương nhiệm từ tháng 6 năm 2022. Bộ Công an được tổ chức thành các cục và đơn vị. Trực thuộc Bộ Công an là các cục công an ở cấp tỉnh, thành phố và các chi cục công an ở cấp quận, huyện. Ở cấp cơ sở là các sở phái xuất (tiếng Trung: 派出所; bính âm: Pàichūsuǒ), điểm liên lạc trực tiếp giữa công an và người dân. Tuy ngành công an luôn được coi trọng ở mọi cấp chính quyền, một số nhà quan sát cho rằng công an đã gia tăng ảnh hưởng ở các cấp chính quyền địa phương. Công an tỉnh chịu sự giám sát của chính quyền tỉnh và chính quyền trung ương. Bộ Công an cũng tham gia phát triển công nghệ giám sát thông qua Viện nghiên cứu số 3 (tiếng Trung: 第三研究所; bính âm: Dì-sān Yánjiūsuǒ), tập trung vào việc phát triển công nghệ "giám sát thông minh" dựa trên trí tuệ nhân tạo và kiểm duyệt.

### Cơ quan nội bộ
- Văn phòng Bộ[28][29][30]
- Ban Chính trị
- Cục Bảo vệ an ninh chính trị (Cục 1)
- Cục Điều tra tội phạm kinh tế (Cục 2)
- Cục Quản lý trị an (Cục 3)
- Cục Phòng ngừa và Xử lý tội phạm tà giáo (Cục 4)
- Cục Điều tra hình sự (Cục 5)
- Cục Chống khủng bố (Cục 6)
- Cục Điều tra tội phạm thực phẩm dược phẩm (Cục 7)
- Cục Đặc vụ (Cục 8)
- Cục Cảnh vệ trung ương (Cục 9)[b]
- Cục Công an đường sắt (Cục 10)
- Cục Bảo vệ an ninh mạng (Cục 11)
- Cục Trinh sát kỹ thuật (Cục 12)
- Cục Quản lý nhà tù (Cục 13)
- Cục Chống buôn lậu Tổng cục Hải quan (Cục 14)
- Cục Công an Cục Hàng không dân dụng (Cục 15)
- Cục Bảo vệ cảnh vụ (Cục 16)
- Cục Quản lý giao thông (Cục 17)
- Cục Pháp chế (Cục 18)
- Cục Hợp tác quốc tế (Cục 19)
- Cục Tài chính - Trang bị (Cục 20)
- Cục Phòng, chống ma túy (Cục 21)
- Cục Khoa học kỹ thuật và Chuyển đổi số (Cục 22)
- Phòng nghiên cứu
- Trung tâm Chỉ huy tình báo
- Cục Thanh tra và Kiểm toán
- Cục Huấn luyện nhân sự
- Cục Tuyên truyền tin tức
- Cục Cán bộ hưu trí
- Đảng ủy cơ quan
- Ủy ban Kiểm tra kỷ luật cơ quan trực thuộc

### Đơn vị sự nghiệp trực thuộc
- Trung tâm Nghiên cứu phát triển công nghệ mạng
- Trung tâm Kỹ thuật tình báo phòng, chống ma tuý
- Trung tâm Thông tin tin tức
- Trung tâm Giám định vật chứng
- Trung tâm Tình báo
- Trung tâm Quản lý thẻ căn cước cư dân
- Viện nghiên cứu số 1
- Viện nghiên cứu số 3
- Trung tâm tin tức tội phạm quốc gia Trung Quốc
- Trung tâm nghiên cứu an ninh giao thông đường bộ
- Báo Công an Nhân dân
- Nhà xuất bản Quần chúng
- Tạp chí Chim gõ kiến

#### Trường học cao đẳng trực thuộc
- Đại học Công an Nhân dân Trung Quốc (Học viện sĩ quan cảnh sát cấp cao Bộ Công an)
- Học viện Cảnh sát hình sự Trung Quốc (Học viện cán bộ cảnh sát nhân dân Bộ Công an)
- Đại học Cảnh sát Nhân dân Trung Quốc
- Học viện Cảnh sát Trịnh Châu
- Học viện Cảnh sát Nam Kinh

### Đơn vị xí nghiệp trực thuộc
- Trung tâm Nghiên cứu phát triển chống làm giả tài liệu an ninh Trung Quốc

### Cục quốc gia do Bộ Công an quản lý
- Cục Quản lý xuất nhập cảnh quốc gia

### Ấn phẩm nội bộ
Xây dựng Công an (tiếng Trung: 公安建设; bính âm: Gōng'ān jiànshè) là một ấn phẩm nhiều kỳ từng được lưu hành nội bộ. Trong thời kỳ Đại nhảy vọt, Giản báo Công tác công an (tiếng Trung: 公安工作简报; bính âm: Gōng'ān gōngzuò jiǎnbào) là một ấn phẩm tuyệt mật thường mô tả tình trạng thiếu lương thực nghiêm trọng, bất ổn xã hội và nạn đói ở Trung Quốc, trái ngược với tuyên bố của Mao Trạch Đông về "trái ngọt kinh tế dồi dào".
Hiện tại, Báo Công an nhân dân (tiếng Trung: 人民公安报; bính âm: Rénmín gōng'ān Bào) là cơ quan ngôn luận của Bộ Công an và trang web Mạng Cảnh sát Trung Quốc (tiếng Trung: 中国警察网; bính âm: Zhōngguó Jǐngchá Wǎng) là cổng thông tin điện tử nội bộ và công khai.

### Trích dẫn
1. 1 2  Guo, Xuezhi (2012). "From the Social Affairs Department to Ministry of Public Security". China's Security State: Philosophy, Evolution, and Politics. Cambridge: Cambridge University Press. tr. 64–105. doi:10.1017/cbo9781139150897.003. ISBN 978-1-139-15089-7. OCLC 1277069527.
2. 1 2 3 4  Schoenhals, Michael (ngày 18 tháng 2 năm 2013). Spying for the People: Mao's Secret Agents, 1949–1967 (bằng tiếng Anh). Cambridge University Press. tr. 31, 42, 105–106, 129. doi:10.1017/cbo9781139084765. ISBN 9781139619714. OCLC 1030095349.
3. ↑  "Intelligence Report: The International Liaison Department of the Chinese Communist Party" (PDF). Central Intelligence Agency. tháng 12 năm 1971. Bản gốc (PDF) lưu trữ ngày 31 tháng 5 năm 2012. Truy cập ngày 17 tháng 6 năm 2019.
4. 1 2 3 4  Joske, Alex (ngày 25 tháng 1 năm 2022). "Secret police: The Ministry of Public Security's clandestine foreign operations" (PDF). Sinopsis (bằng tiếng Anh). Lưu trữ (PDF) bản gốc ngày 25 tháng 1 năm 2022. Truy cập ngày 2 tháng 3 năm 2022.
5. 1 2 3 4  Lulu, Jichang; Jirouš, Filip (ngày 21 tháng 2 năm 2022). "Back to the Cheka: The Ministry of Public Security's political protection work" (PDF). Sinopsis (bằng tiếng Anh). Lưu trữ (PDF) bản gốc ngày 21 tháng 2 năm 2022. Truy cập ngày 2 tháng 3 năm 2022. The CCP security apparatus exploits foreign perceptions of the MPS as equivalent to their own police to further its state security mission. Foreign judiciaries and law enforcement agencies cooperating with the MPS and other organs in the CCP political and legal system become ancillary to the protection of the party's political security.
6. ↑  Joske, Alex (2022). "Nestling spies in the united front". Spies and Lies: How China's Greatest Covert Operations Fooled the World (bằng tiếng Anh). Melbourne: Hardie Grant Books. tr. 27. ISBN 978-1-74358-900-7. OCLC 1347020692.
7. ↑  Gan, Nectar (ngày 18 tháng 4 năm 2015). "Revealed: the team behind China's Operation Fox Hunt against graft suspects hiding abroad". South China Morning Post (bằng tiếng Anh). Lưu trữ bản gốc ngày 6 tháng 3 năm 2020. Truy cập ngày 1 tháng 4 năm 2022.
8. ↑  Rotella, Sebastian; Berg, Kirsten (ngày 22 tháng 7 năm 2021). "Operation Fox Hunt: How China Exports Repression Using a Network of Spies Hidden in Plain Sight". ProPublica (bằng tiếng Anh). Lưu trữ bản gốc ngày 5 tháng 3 năm 2022. Truy cập ngày 3 tháng 3 năm 2022.
9. ↑  Walden, Max (ngày 18 tháng 1 năm 2022). "'Why stop?': NGO says Australia's failure to block forced return of residents to China has encouraged Beijing". ABC News (bằng tiếng Anh). Lưu trữ bản gốc ngày 28 tháng 2 năm 2022. Truy cập ngày 5 tháng 3 năm 2022.
10. ↑  Wright, Tom; Hope, Bradley (ngày 7 tháng 1 năm 2019). "China Offered to Bail Out Troubled Malaysian Fund in Return for Deals". The Wall Street Journal (bằng tiếng Anh). ISSN 0099-9660. Lưu trữ bản gốc ngày 12 tháng 2 năm 2022. Truy cập ngày 5 tháng 3 năm 2022.
11. ↑  Godement, François; Vasselier, Abigaël (ngày 1 tháng 12 năm 2017). "China at the gates: A new power audit of EU-China relations" (bằng tiếng Anh). European Council on Foreign Relations. Lưu trữ bản gốc ngày 6 tháng 3 năm 2022. Truy cập ngày 6 tháng 3 năm 2022.
12. ↑  Spegele, Brian; Hutzler, Charles (ngày 24 tháng 7 năm 2023). "WSJ News Exclusive | U.S. Weighs Potential Deal With China on Fentanyl". The Wall Street Journal (bằng tiếng Anh). ISSN 0099-9660. Truy cập ngày 25 tháng 7 năm 2023.
13. ↑  "Biden removes sanctions from Chinese institute in push for fentanyl help". Reuters (bằng tiếng Anh). ngày 16 tháng 11 năm 2023. Truy cập ngày 16 tháng 11 năm 2023.
14. 1 2 3  Shinn, David H.; Eisenman, Joshua (2023). China's Relations with Africa: a New Era of Strategic Engagement. New York: Columbia University Press. ISBN 978-0-231-21001-0.
15. ↑  Griffiths, James; Galea, Irene (ngày 21 tháng 9 năm 2022). "Chinese police establish stations overseas in 'worrying' crackdown on citizens abroad". The Globe and Mail (bằng tiếng Anh). Truy cập ngày 17 tháng 11 năm 2022.
16. ↑  "Secret Chinese 'police stations' to be investigated around Britain". Politico (bằng tiếng Anh). ngày 1 tháng 11 năm 2022. Truy cập ngày 17 tháng 11 năm 2022.
17. ↑  Cecco, Leyland (ngày 7 tháng 11 năm 2022). "'A brazen intrusion': China's foreign police stations raise hackles in Canada". The Guardian (bằng tiếng Anh). Truy cập ngày 17 tháng 11 năm 2022.
18. ↑  Honderich, Holly (ngày 17 tháng 4 năm 2023). "FBI makes arrests over alleged secret Chinese 'police stations' in New York". BBC News (bằng tiếng Anh). Truy cập ngày 12 tháng 2 năm 2025.
19. ↑  "Principal Deputy Assistant Attorney General David Newman Delivers Remarks Announcing Transnational Repression Cases". United States Department of Justice (bằng tiếng Anh). ngày 17 tháng 4 năm 2023. Lưu trữ bản gốc ngày 17 tháng 6 năm 2023. Truy cập ngày 17 tháng 6 năm 2023.
20. ↑  O'Sullivan, Donie (ngày 14 tháng 11 năm 2023). "China is using the world's largest known online disinformation operation to harass Americans, a CNN review finds". CNN (bằng tiếng Anh). Lưu trữ bản gốc ngày 14 tháng 11 năm 2023. Truy cập ngày 14 tháng 11 năm 2023.
21. ↑  Hsu, Tiffany; Myers, Steven Lee (ngày 1 tháng 4 năm 2024). "China's Advancing Efforts to Influence the U.S. Election Raise Alarms". The New York Times. Lưu trữ bản gốc ngày 3 tháng 4 năm 2024. Truy cập ngày 1 tháng 4 năm 2024.
22. 1 2 3  "Decoding Chinese Politics: Security". Asia Society. Truy cập ngày 2 tháng 10 năm 2023.
23. 1 2  Zhang, Angela Huyue (2024). High Wire: How China Regulates Big Tech and Governs Its Economy. Oxford University Press. doi:10.1093/oso/9780197682258.001.0001. ISBN 9780197682258.
24. ↑  Schwarck, Edward (tháng 7 năm 2018). "Intelligence and Informatization: The Rise of the Ministry of Public Security in Intelligence Work in China". The China Journal (bằng tiếng Anh). 80: 1–23. doi:10.1086/697089. ISSN 1324-9347.
25. ↑  "China's Xi Names Police Ally to Head Public Security Ministry". Bloomberg News (bằng tiếng Anh). ngày 28 tháng 6 năm 2022. Lưu trữ bản gốc ngày 18 tháng 8 năm 2022. Truy cập ngày 19 tháng 11 năm 2023.
26. ↑  Cheng, Ming (ngày 1 tháng 3 năm 1997). "Spy Headquarters Behind the Shrubs -- Supplement to 'Secrets About CPC Spies'". Federation of American Scientists. Lưu trữ bản gốc ngày 17 tháng 7 năm 2021. Truy cập ngày 18 tháng 7 năm 2021.
27. ↑  Kania, Elsa (ngày 16 tháng 11 năm 2017). "Seeking a Panacea: The Party-State's Plans for Artificial Intelligence (Part 2)". Centre for Advanced China Research (CACR). Lưu trữ bản gốc ngày 17 tháng 7 năm 2021. Truy cập ngày 18 tháng 7 năm 2021.
28. ↑  "The Ministry of Public Security of the People's Republic of China". University of Minnesota Human Rights Library. Lưu trữ bản gốc ngày 5 tháng 11 năm 2023. Truy cập ngày 5 tháng 11 năm 2023.
29. ↑  "Structure of the public security police; whether witness protection programs exist for those fearing organized crime groups". Refworld (bằng tiếng Anh). 2014. Lưu trữ bản gốc ngày 17 tháng 12 năm 2020. Truy cập ngày 5 tháng 11 năm 2023.
30. ↑  "How China stifles dissent without a KGB or Stasi of its own". The Economist. ngày 15 tháng 2 năm 2024. ISSN 0013-0613. Truy cập ngày 17 tháng 2 năm 2024.
31. ↑  Cheek, Timothy, biên tập (ngày 23 tháng 8 năm 2010). A Critical Introduction to Mao (bằng tiếng Anh). Cambridge University Press. tr. 116. doi:10.1017/cbo9780511781476. ISBN 9781139789042.
32. ↑  Lim, J.; Petrone, K. (ngày 14 tháng 12 năm 2010). Gender Politics and Mass Dictatorship: Global Perspectives (bằng tiếng Anh). Springer. tr. 238. doi:10.1057/9780230283275. ISBN 9780230283275. Bản gốc lưu trữ ngày 6 tháng 8 năm 2020. Truy cập ngày 10 tháng 7 năm 2020.